# 日本鍼灸史学会
日本鍼灸史学会（にほんしんきゅうしがっかい、THE JAPAN SOCIETY OF ACUPUNCTURE & MOXIBUSTION HISTORY）とは、日本鍼灸臨床文献学会（1993年～2003年）を前身とし、2004年の第12回学術大会より、日本鍼灸史学会へと改称した。

## 概要
- 主に日本と中国の医学古典における鍼灸を研究対象としており、2005年より学術論文集を刊行しており、学会事務局や一部の書店（亜東書店など）にて購入が可能である。
- 内容的には非常に深く、高度な内容であるが、参加者の多くは、20～30代の鍼灸師や鍼灸大学・専門学校の学生で占められている。随時、発表者の募集をしており、鍼灸が益々一般化してきているが、現状に反して、古典そのものは、あまり注目されていないか、必要性自体があまり知られていない。
- 基本コンセプトは、鍼灸の古典的内容の実用化であり、秘伝や伝統芸を神秘的に考えてはいない。一方で、歴史学的な視点のみを追求しているのでは全くないが、他の学会と方向性を大きく異としているのが、ここであろう。
- 毎年、開催される学術大会には、現代の鍼灸臨床を考えさせられる内容も多く、『脈経』の研究など、鍼灸の診断で最も重要な脈診については、日本では最先端といって良いくらいである。鍼灸臨床における専門用語は、古典の内容そのものを用いる場合が多く、毎年発表される病證（病証）の研究は、鍼灸における本当の病理学と言える。また鍼灸の原典にあたる『黄帝内経』（『素問』・『霊枢』）の研究についても、毎年新しい発表が行われている。

## 総会
- 毎年11月下旬に総会及び学術大会を開催している。

## 学会誌
- 年1回，「日本鍼灸史学会論文集」を刊行している．

## 専門医認定
- 認定制度は全くないが，臨床家的立場を尊重している．会員の多くは鍼灸師であり，日本の伝統的古典鍼灸である経絡治療，もしくは現代の中医学による鍼灸を実践している者が多い．

## 学会賞
- なし

## 入会
- HP参照
- 年会費を納入しなくても大会の参加と学術発表ができるが、発表した演題には翌年までに学術論文を投稿する義務が発生する。